# Plaça de Catalunya

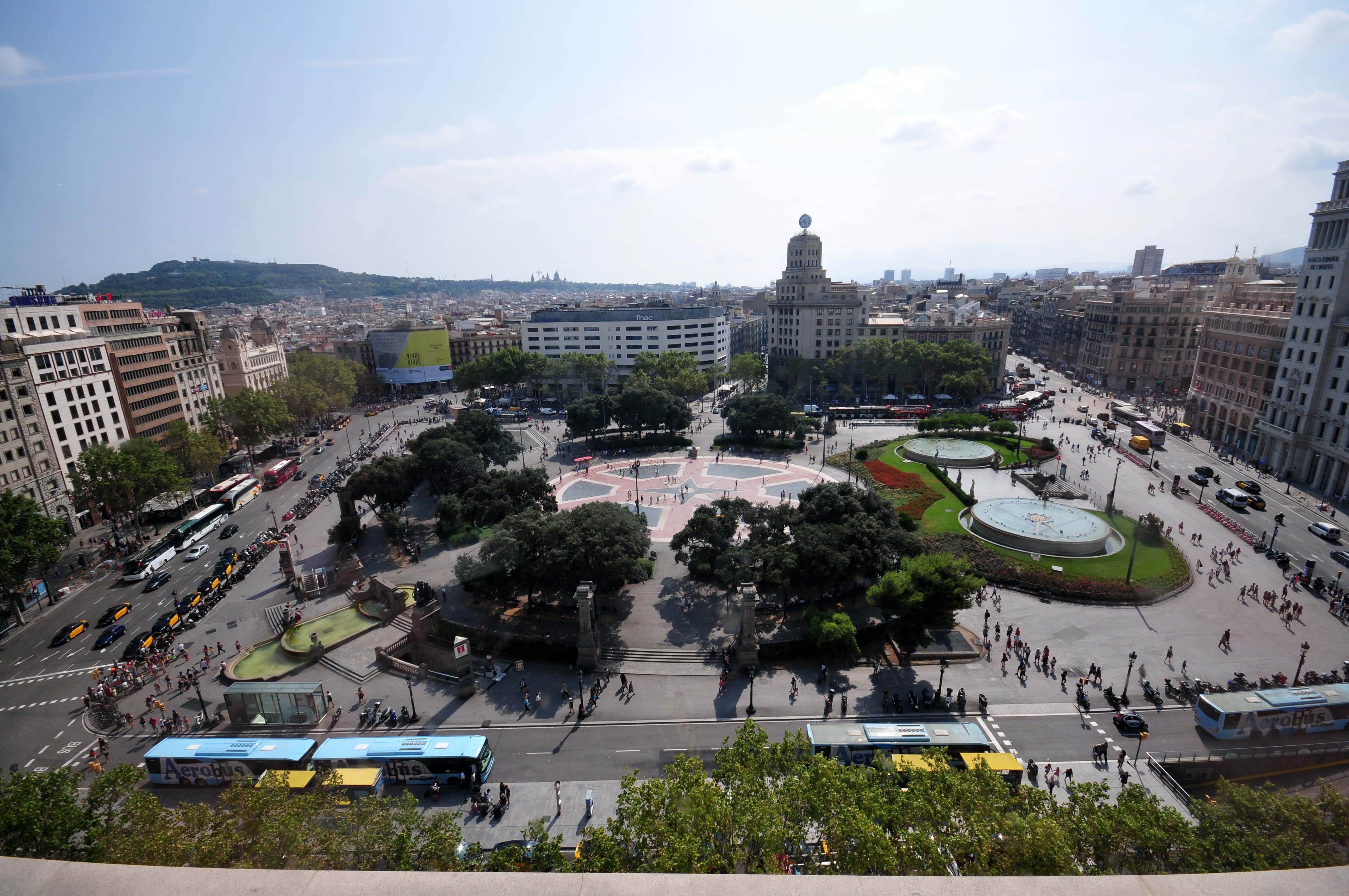
Blick vom Dach des Kaufhauses El Corte Inglés

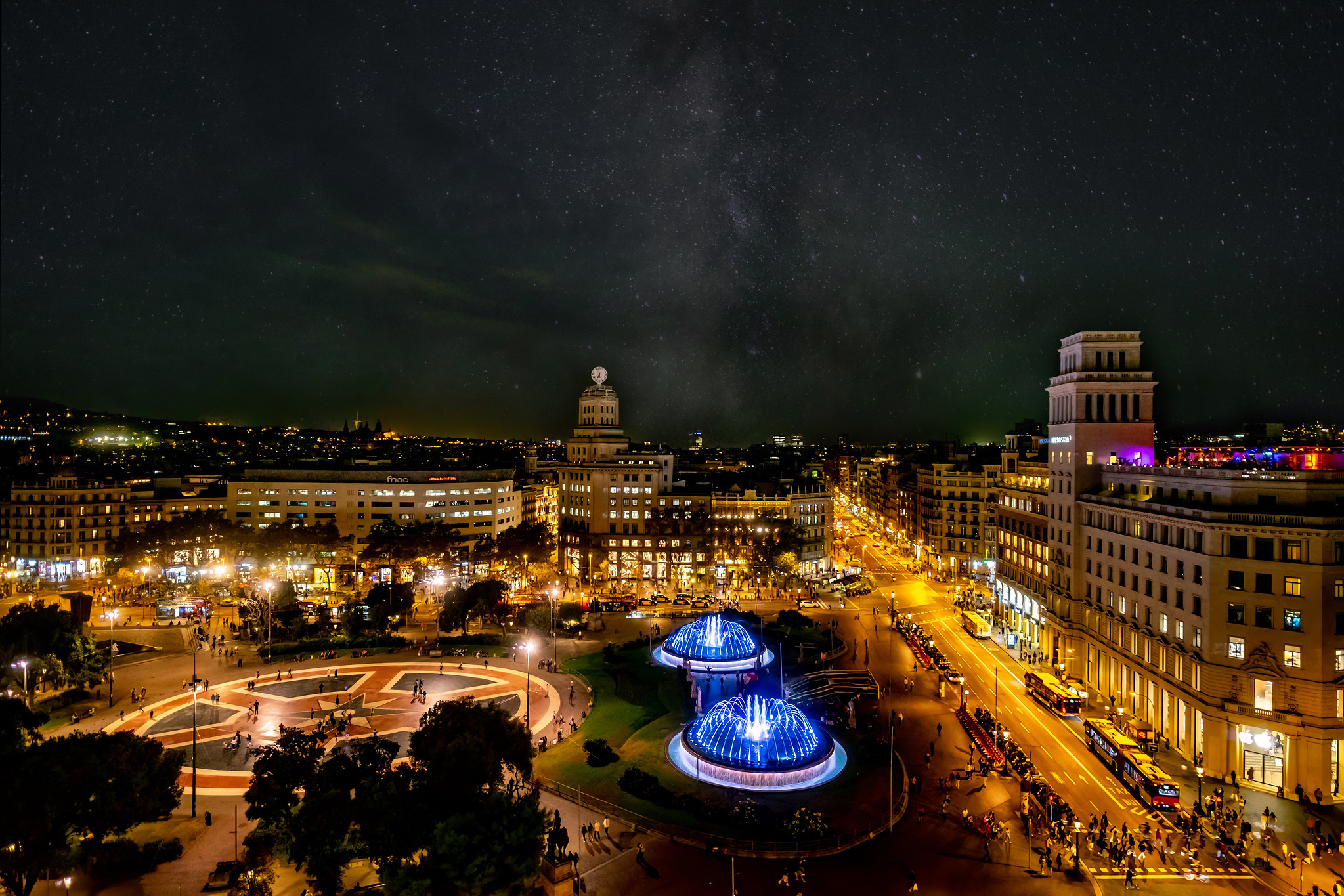
Nachtaufnahme des Platzes

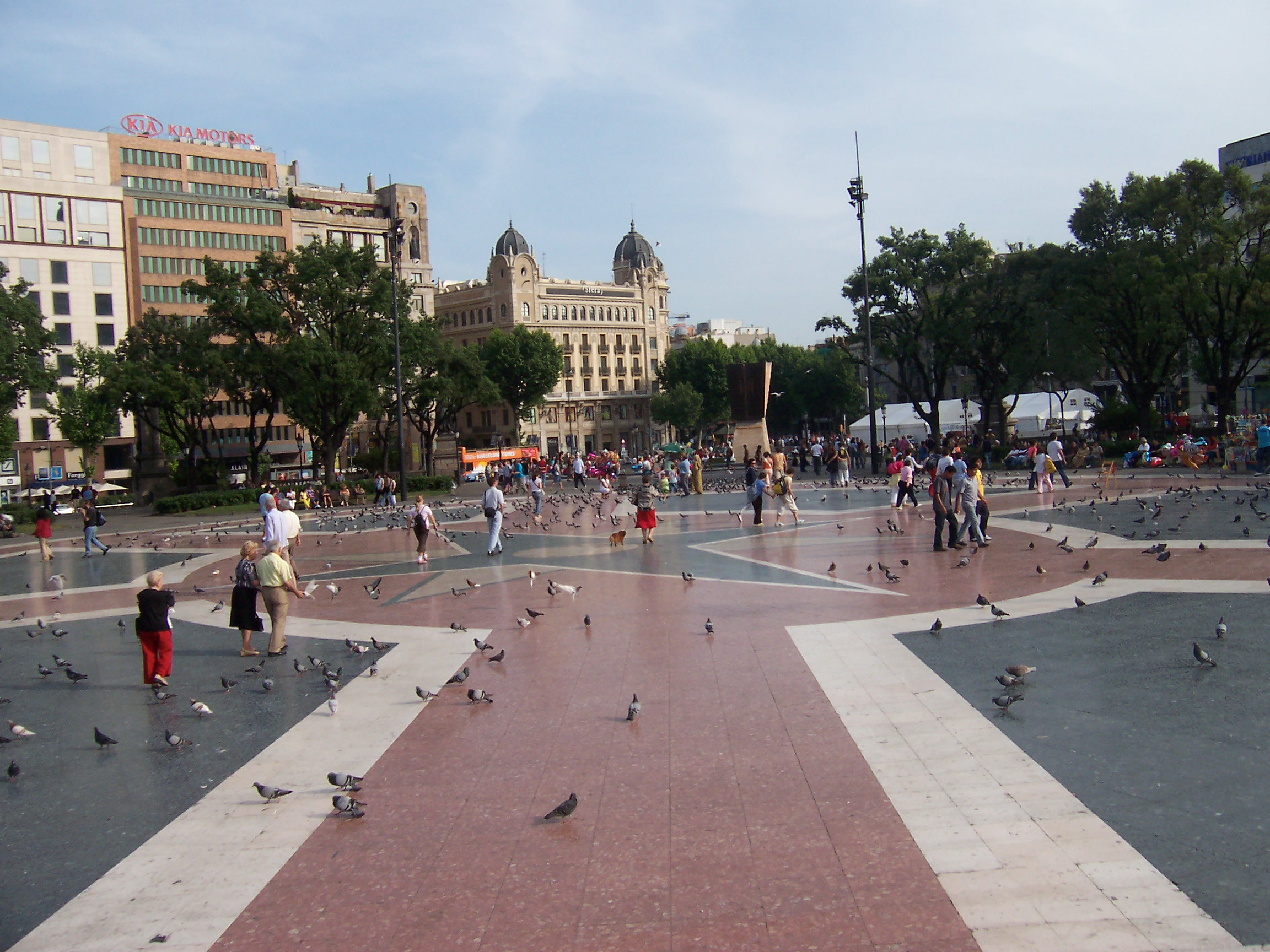
Blick in Richtung Les Rambles

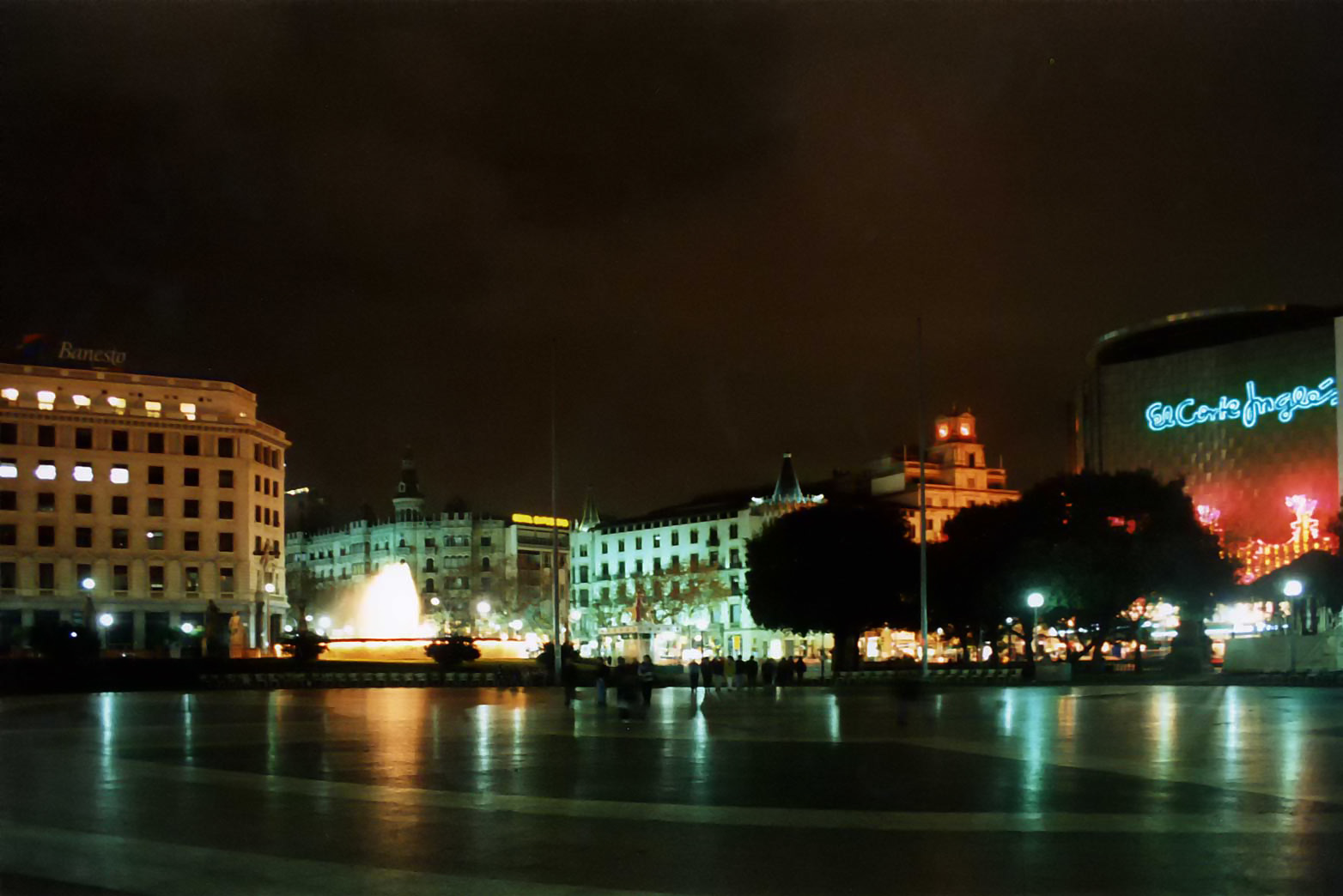
Blick Richtung Norden, rechts das Kaufhaus El Corte Inglés

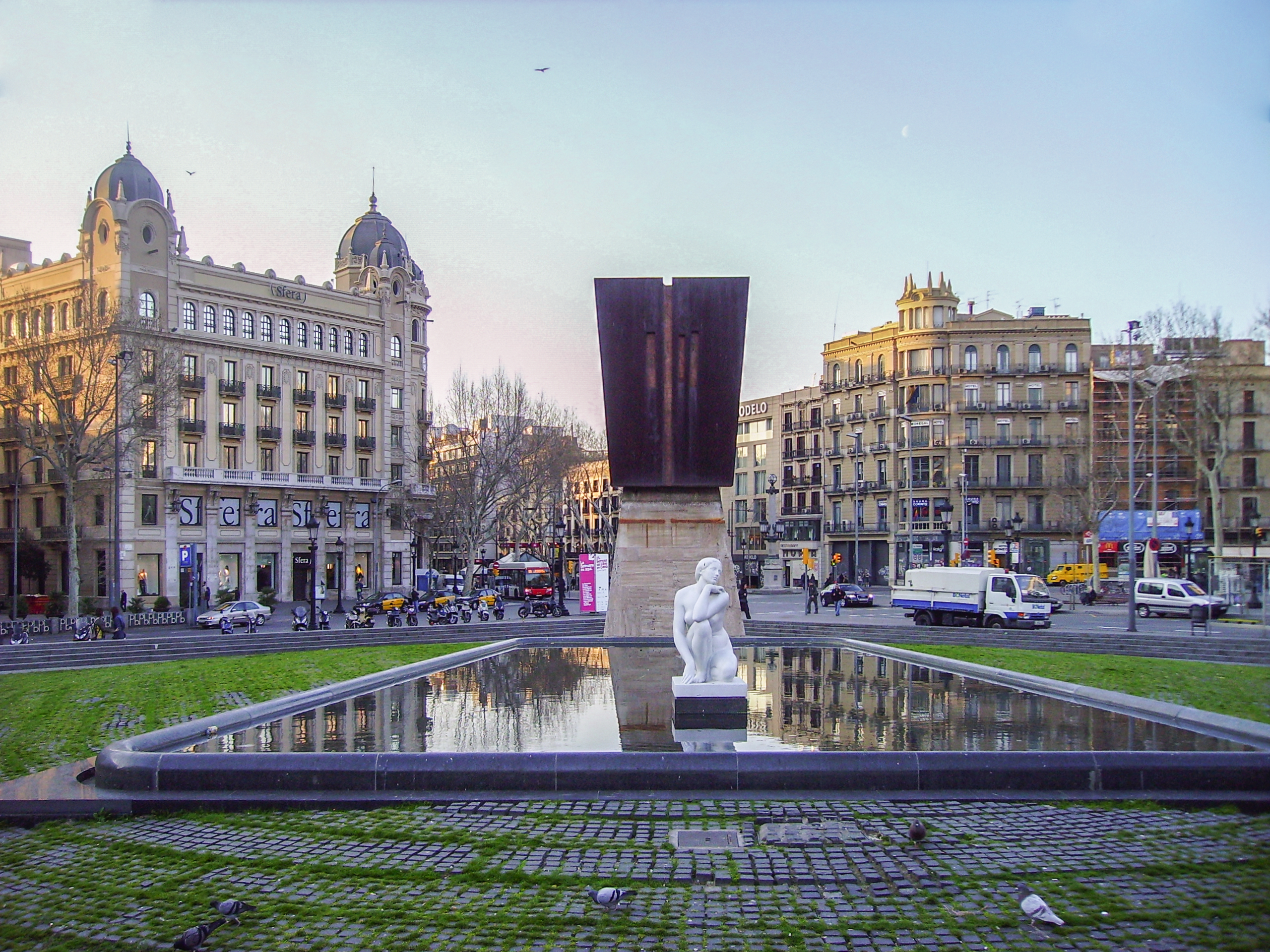
Die Skulptur La Deessa von Josep Clarà und das Denkmal für Francesc Macià von Josep Maria Subirachs

Die Plaça de Catalunya (deutsch Katalonienplatz) ist ein Platz im Zentrum Barcelonas. Da er das Bindeglied zwischen der Altstadt (Barri Gòtic) und der Neustadt (Eixample) darstellt, nimmt er eine zentrale Rolle ein und wird von den Einwohnern dieser Stadt und ihrer Umgebung als das Zentrum Barcelonas betrachtet. Charakteristisch für diesen Platz ist sein als sternförmige Figur aus blauen, roten und grauen Fliesen gestalteter Untergrund und die Verkehrslärm abschirmende Bepflanzung mit Springbrunnen, die den Platz umgibt.

## Angrenzende Straßen und Gebäude
In südöstlicher Richtung wird die Plaça de Catalunya durch die Promenade Les Rambles mit dem ehemaligen Hafen verbunden. Am linken Rand des Mittelstreifens der Rambles befindet sich die Font de Canaletes, ein gusseiserner Trinkwasserspender, dem nachgesagt wird, dass jeder, der daraus trinkt, nach Barcelona zurückkehren wird.
Die Carrer de Pelai zweigt an der Ecke Rambles in Richtung der Plaça de l’Universitat ab, hier befindet sich das Shopping-Center El Triangle mit den Dépendancen von Massimo Dutti, Sephora und fnac.
An der nordwestlichen Seite führt der Passeig de Gràcia zum alten Ortskern des Stadtteils Gràcia. Es handelt sich um eine breite Prachtstraße, in der sich neben anderen architektonischen Sehenswürdigkeiten auch die Casa Milà und die Casa Batlló, zwei wichtige Werke von Antoni Gaudí, finden.
Zwei der von der Plaça de Catalunya abzweigenden Straßen heißen „Ronda“ – die Ronda de Sant Pere und die Ronda de la Universitat –, sie sind Teil eines Systems von bogenförmigen, überbezirklichen Verbindungsstraßen, die in immer größeren Abständen um den alten Stadtkern herumführen bis zur äußeren Ronda de Dalt am Fuß des Bergrückens der Serra de Collserola.
Der Platz wird umringt von repräsentativen, majestätischen Bauwerken im neoklassizistischen Stil, die traditionell Banken beherbergten, etwa die Banco Español de Crédito zwischen dem Passeig de Gràcia und der Rambla de Catalunya oder die spanische Nationalbank zwischen den Rambles und der Carrer Portal de l’Àngel. Diese traditionellen Bauwerke waren bereits in den 1960er Jahren auf ihren Dächern mit aufwendiger, prunkvoller Neon-Leuchtreklame ausgestattet.
Eine Ausnahme diese Baustils bildet die am nordöstlichen Rand des Platzes gelegene Filiale der Kaufhauskette El Corte Inglés, das größte innerstädtische Kaufhaus Barcelonas. Das Gebäude ist in Stahlbeton-Verbundbauweise hergestellt. Es erstreckte sich anfangs nur über einen Teil dieser Seite des Platzes, expandierte dann auf seiner Rückseite zu einem weiteren Grundstück an der Ronda de Sant Pere und schaffte es zunächst nicht, beide Kaufhausteile auf der Vorderseite zu verbinden, weil eine große Apotheke auf dem Eck-Grundstück jahrelang einer Übernahme trotzte. Von einem Café im Kaufhaus kann übrigens wunderbar den gesamten Platz überblicken.
Der Platz gilt als belebt und ist von zahlreichen Geschäften, Restaurants, Bars und Cafés umgeben, die nicht alle eine alte Tradition haben. Eines der ältesten Lokale ist das Café Zurich. Neben dem Corte Inglés befand sich früher eine Piano-Bar, in der sich der Bruder der belgischen Königin Fabiola als Pianist verdingte. Von hier kann man eine Stadtrundfahrt in offenen Bussen beginnen, die 1500 Meter Rambles abwärts bis zum Hafen erkunden oder, wenn man sich links der Rambles hält, im Barri Gòtic durch enge Gassen spazieren, wo sich eine Vielzahl alter Gebäude befinden.
Die Ecke zur Carrer de Pelai ist ein beliebter Treffpunkt für Verabredungen.

## Verkehrsknotenpunkt

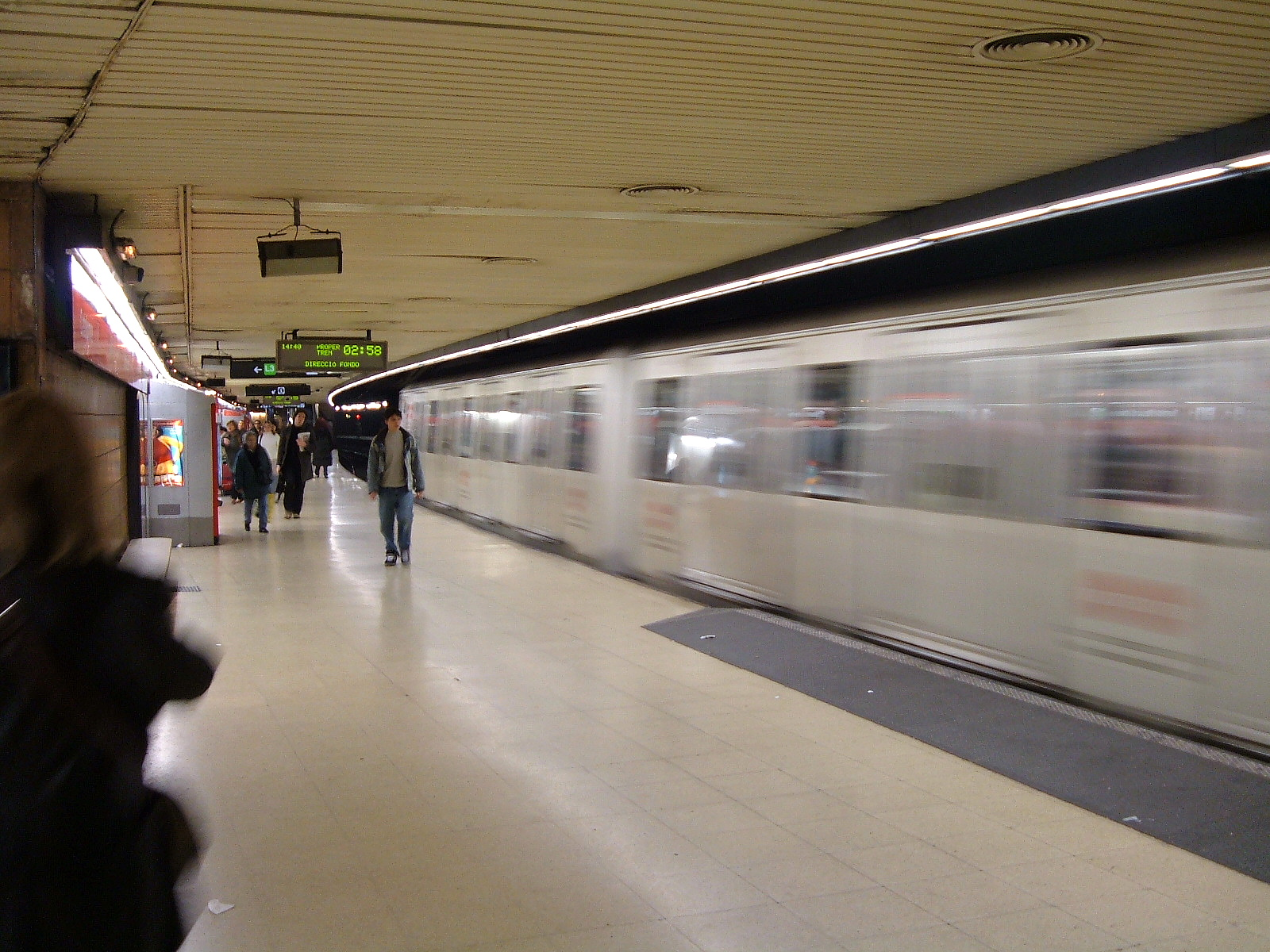
Zug der Metro am U-Bahnhof

Die Plaça de Catalunya ist ein wichtiger Verkehrsknotenpunkt: oberirdisch für eine Vielzahl von Buslinien und den Pendelbussen zum Flughafen der Stadt, unterirdisch für Metro und Schnellbahn, verteilt auf zwei Ebenen. Zwei der fünf Metrolinien der Stadt (L1 und L3) kreuzen sich unter dem Platz. Diese Station wurde bereits 1924 mit der ersten Metrolinie Barcelonas in Betrieb genommen. Hier beginnen auch zwei Linien der Ferrocarrils de la Generalitat de Catalunya (L6 und L7).
Dieser Verkehrsträger war früher, in der Franco-Zeit und kurz danach, ein privates Unternehmen namens Ferrocarriles de Cataluña (seit 1979 Ferrocarrils de la Generalitat de Catalunya) und erschloss durch einen Tunnel unter dem Berg Tibidabo hindurch das Hinterland (Sant Cugat del Vallès, Rubí, Terrassa und Sabadell) bereits Jahrzehnte bevor es gelang, auch einen Straßentunnel unter dem Bergrücken der Serra de Collserola zu bauen. Zusätzlich halten auch einige Regionalzüge der RENFE im unterirdischen Bahnhof.
Der Platz ist auch Ausgangspunkt des Aerobús zum Flughafen Barcelona, der diesen mit zwei Linien alle 5 bis 15 Minuten anfährt. Der Schnellbus hält noch an weiteren Stationen in der Stadt, z. B. am Passeig de Gràcia, Plaça d’Espanya und an der Sants Estació (Hauptbahnhof). Die Fahrdauer beträgt 35 bis 40 Minuten. Hier treffen sich darüber hinaus die beiden Linien der Stadtrundfahrten, die blaue und die rote Linie.
Seit dem Jahr 2007 befinden sich auch einige öffentliche Fahrradmietstationen auf dem Platz.
Der letzte große Umbau des Platzes erfolgte im Rahmen der Vorbereitung zur Olympiade von 1986 bis 1992. 

## Geschichte

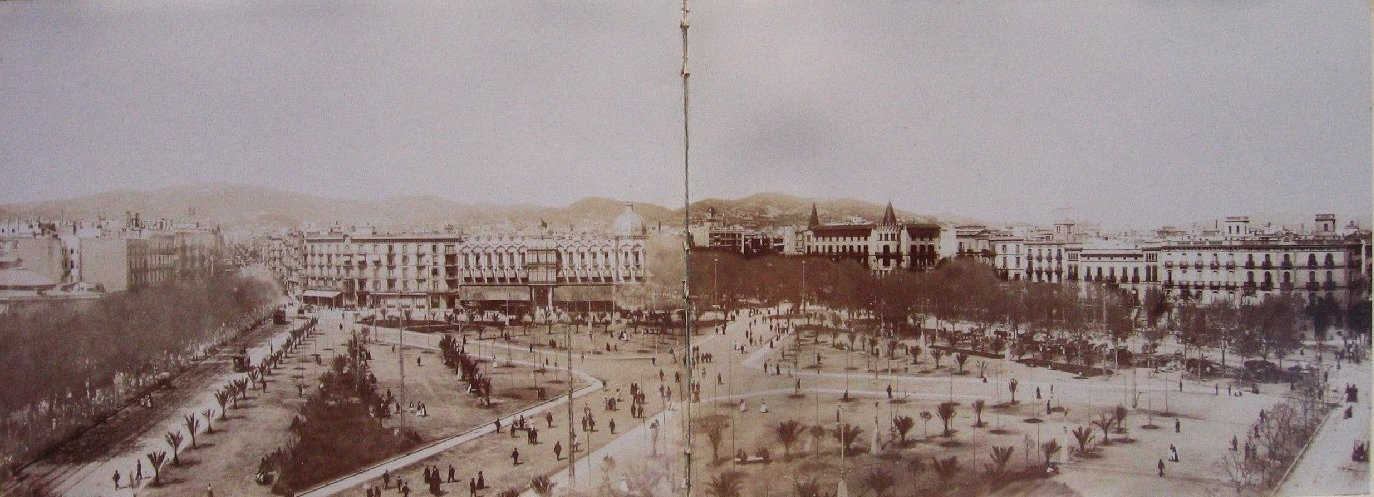
Die Plaça de Catalunya um 1900

Die Vorgeschichte der Plaça de Catalunya ist durch die Erweiterung – Katalanisch Eixample – der Stadt Barcelona charakterisiert. Gegen Mitte des 19. Jahrhunderts beschränkte sich die Stadt mit ihren damaligen Mauern auf die heutige Altstadt und platzte aus allen Nähten. Die Erweiterung bestand darin, dass die Stadtmauern abgetragen und die angrenzenden Orte wie z. B. Gràcia eingemeindet wurden. Über die Bebauung der großen neu hinzugekommenen Fläche zwischen Barcelona und diesen Orten entbrannte im Rahmen eines Architektur-Wettbewerbs ein Streit zwischen Antoni Rovira i Trias, der eine sternförmige Anordnung des Straßennetzes vorschlug, und Ildefons Cerdà, der für ein rechtwinkliges Straßennetz plädierte, und wie ein Blick auf den heutigen Stadtplan zeigt, wurden die Pläne des zweiteren vom Königshaus in Madrid bevorzugt.
Nach den Plänen von Rovira, die bei der Bevölkerung mehr Anklang gefunden hatten, wären die Straßen sternförmig auf die heutige Plaça de Catalunya zugelaufen, woraus ersichtlich wird, dass diese Stelle schon vor der Errichtung des Platzes als Zentrum des neuen, erweiterten Barcelona angesehen werden kann.
Die Grundsteinlegung des allerersten Hauses der Stadterweiterung, also des für Barcelona so typischen rechtwinkligen Straßennetzes nach Cerdá, erfolgte dort, wo sich heute die Plaça de Catalunya befindet, am 4. September 1860 durch die Königin Isabel II.
Das Barcelona vor 1860 und die Stadterweiterung nach den Plänen von Cerdà (Eixample) sind auch heute noch auf dem Stadtplan sehr leicht zu unterscheiden – hier ein verwinkeltes Gewirr kleiner Gässchen, da ein absolut regelmäßiges Muster aus einem rechtwinkligen Straßennetz und quadratischen Häuserblocks mit verkehrsfreundlich angeschrägten Ecken.
Gegen Ende des 19. Jahrhunderts wurde begonnen, die Grundstücke, auf denen sich heute der Platz befindet, zu enteignen, einschließlich der dortigen Cafés, Theater und Ausstellungsgebäude.
Der Platz entstand in den Jahren 1902 bis 1929 nach Plänen des Architekten Francesc Nebot und wurde am 2. November 1927 von König Alfonso XIII. eingeweiht.
Als erste U-Bahn-Linie Barcelonas wurde 1924 die Verbindung zwischen der Plaça de Catalunya und der Plaça de Lesseps eingeweiht. Sie wurde später so weitergebaut, dass sie sich dort gabelt, mit einem Ast unter den Rambles zum Hafen und einem anderen Ast unter der Via Laietana zur Post, was in etwa der heutigen Linie 3 entspricht. Dies war jedoch nicht das allererste schienengebundene Nahverkehrssystem ab der Plaça de Catalunya.
Eine zunächst oberirdische Bahnverbindung vom historischen Stadtkern nach Sarrià wurde bereits im Jahre 1863 eingeweiht, der Endbahnhof muss sich unweit der Stelle befunden haben, wo später die Plaça de Catalunya entstand. Sie ist Vorläuferin der heute unterirdischen Bahnlinie der ehemaligen Ferrocarriles de Cataluña, S.A., heute Ferrocarrils de la Generalitat über Sarrià hinaus unterm Tibidabo hindurch ins Hinterland. Um 1929 wurde diese Verbindung zunächst zwischen der Plaça de Catalunya und der Station Muntaner unter die Erde verlegt, und während der 1950er Jahre auch der restliche Abschnitt entlang der Via Augusta bis Sarrià. Um 1950 herum entstand eine abzweigende Strecke unter der c/Balmes zum Fuß der Avda. del Tibidabo.
Während des Spanischen Bürgerkrieges war die Plaça de Catalunya im Mai 1937 ein Ausgangspunkt und prominenter Schauplatz für gewalttätige Auseinandersetzungen zwischen Franco-Gegnern innerhalb der republikanischen Zone. Am 3. Mai ließ der kommunistische Polizeichef Salas das von Anarchisten kontrollierte Telefónica-Gebäude an der Ostseite des Platzes stürmen. Diese Konflikte zwischen kremltreuen zentralistisch-autoritären und anarchosyndikalistischen Gruppen wurden auch als Maiereignisse oder "Maitage" ("Fets de Maig") bekannt.
1940 wurde zwischen Plaça de Catalunya und Carrer de Pelai die Avinguda de la Llum eingeweiht, die allererste unterirdische Ladenpassage Europas. Sie wurde 1990 geschlossen.
Das Kaufhaus El Corte Inglés wurde 1962 eröffnet.
Bis zirka 1970 fuhren an der Plaça de Catalunya vorbei, entlang der Ronda de Sant Pere und Ronda de l’Universitat, noch O-Busse. Straßenbahnlinien führten (in den 1960ern) dort unmittelbar nicht vorbei, aber es gab welche in der Innenstadt. Auf den wichtigsten Kreuzungen im angrenzenden Eixample standen die Ampeln als obeliskartige Säule mitten auf der Kreuzung und trugen eine längliche, kirchturmartige Spitze, an der zusätzlich zur Ampel eine Serie kleiner grüner bzw. roter Lichter nach und nach erlosch, um die verbleibende Ampelphase anzuzeigen. Ebenfalls typisch für die 1960er Jahre war, dass der Rand des inneren, runden Bereichs der Plaça de Catalunya wie eine Arena oder ein Theater mit mehreren Reihen aus Stühlen bestückt war, für deren Benutzung man ein geringes Entgelt zu entrichten hatte.
Ungefähr im Jahr 1972 brannte an der Ecke Carrer Portal de l’Àngel / Carrer de Fontanella das Gebäude der damals staatlichen spanischen Telefongesellschaft Telefónica aus. Dabei wurden wichtige Teile des örtlichen Telefonnetzes zerstört.
Infolge der Proteste in Spanien 2011/2012 wurde der Platz besetzt. Am 27. Mai versuchte die Polizei gewaltsam den Platz zu räumen.